# Christian Ovelar
Christian Ovelar (n. Ciudad del Este, Paraguay; 18 de enero de 1985) es un exfutbolista paraguayo. Jugaba de delantero.

## Legado deportivo
Sus primos Roberto Ovelar y Luis Armando Ovelar también fueron futbolistas y actualmente están retirados.

## Trayectoria

### Millonarios FC
El 15 de diciembre de 2015 se confirmó como refuerzo de Millonarios. El delantero el semestre pasado hizo parte de la plantilla del equipo paraguayo Sol de América. Debutaría el 10 de febrero por la primera fecha de la Copa Colombia 2016 en el empate a un gol frente a La Equidad. Su primer gol lo marcaría el 18 de febrero en la victoria como visitantes 2 a 0 sobre Alianza Petrolera desde el tiro penal.

El 24 de marzo de 2016 renuncia al equipo por razones personales y familiares según lo expresado en comunicado oficial del club Millonarios FC.

## Clubes
| Club                | País                | Año                 | Partidos | Goles |
| ------------------- | ------------------- | ------------------- | -------- | ----- |
| Cerro Porteño PF    | Paraguay            | 2003 - 2007         | 79       | 22    |
| Sol de América      | Paraguay            | 2008 - 2009         | 47       | 15    |
| Jorge Wilstermann   | Bolivia             | 2009                | 11       | 1     |
| Sol de América      | Paraguay            | 2010                | 29       | 6     |
| Santiago Morning    | Chile               | 2011                | 6        | 0     |
| Sol de América      | Paraguay            | 2011                | 16       | 8     |
| Olaria AC           | Brasil              | 2012                | 2        | 0     |
| Sportivo Luqueño    | Paraguay            | 2012                | 10       | 0     |
| Cerro Porteño PF    | Paraguay            | 2013                | 11       | 2     |
| Sol de América      | Paraguay            | 2013 - 2014         | 42       | 25    |
| Olimpia             | Paraguay            | 2014 - 2015         | 34       | 15    |
| Sol de América      | Paraguay            | 2015                | 6        | 1     |
| Millonarios         | Colombia            | 2016                | 6        | 1     |
| Sportivo Luqueño    | Paraguay            | 2016                | 6        | 1     |
| Deportivo Capiatá   | Paraguay            | 2017                | 9        | 0     |
| Deportivo Santaní   | Paraguay            | 2018 - 2019         | 11       | 2     |
| Total en su carrera | Total en su carrera | Total en su carrera | 305      | 97    |

### Participaciones en Copas Nacionales
| Copa               | País     | Resultado     | Partidos | Goles |
| ------------------ | -------- | ------------- | -------- | ----- |
| Copa Paraguay 2018 | Paraguay | Por confirmar | 0        | 0     |

## Palmarés

### Distinciones individuales
| Distinción                                | Año  |
| ----------------------------------------- | ---- |
| Máximo goleador del Torneo Apertura 2014. | 2014 |